# Pariserhjulet
Pariserhjulet er en svensk dramafilm fra 1993 skrevet og instrueret Clas Lindberg. Filmen har Jakob Eklund, Helena Bergström og Claes Malmberg i hovedrollerne.
Filmen vandt i 1994 to Guldbagge-priser for henholdsvis bedste instruktør (Lindberg) og bedste kvindelige skuespiller (Bergström).

## Medvirkende (i udvalg)
- Jakob Eklund som Mårten
- Helena Bergström som Kickan
- Claes Malmberg som Risto
- Peter Hüttner som politikommissær Stark
- Jessica Zandén som fru Lindström
- Basia Frydman som sygeplejerske
- Robert Gustafsson som Karlberg
- Regina Lund som Agneta Pligberg